# Tectaria michleriana
Tectaria michleriana là một loài thực vật có mạch trong họ Dryopteridaceae. Loài này được (D.C. Eaton) Lellinger mô tả khoa học đầu tiên năm 2003.